# Wyckerpoort
Wyckerpoort, en maastrichtois « Wiekerpoort », est un quartier la commune de Maastricht, dans la province du Limbourg néerlandais.

## Géographie
Wyckerpoort est situé entre la ligne de chemin de fer, située à l'ouest, et l'autoroute urbaine N2 (President Rooseveltlaan) à l'est. Au nord et au sud, les limites du quartier correspondent au périphérique intérieur de Maastricht (le binnenring). Le quartier est bordé à l'ouest (du nord au sud) par les quartiers de Sint Maartenspoort, Wyck et Heugemerveld, au sud par le quartier de Randwyck, à l'est par Scharn et Wittevrouwenveld, et au nord par Nazareth et Limmel.
Le quartier se compose de quatre zones :
- la zone de la gare de triage à l'ouest de la ligne Maastricht - Venlo et des locaux de OI Manufacturing (anciennement Kristalunie), et à l'est de celui-ci les terrains de la Koninklijke Mosa,
- Generaalsbuurt, le quartier nord entourant la vieille Hickoryplein,
- Professorenbuurt', entre la Professor Moserstraat et Scharnerweg,
- au sud de Scharnerweg : l’Oranjebuurt et le quartier d'affaires Heerderdwarsstraat.

## Histoire
La Scharnerweg, la Heerderweg et Meerssenerweg sont probablement les plus anciennes rues du quartier de Wyckerpoort. En 1883, le fils et le petit-fils de Petrus Regout établi une fabrique de porcelaine entre Meerssenerweg et la voie ferrée. Celle-ci devint la fabrique royale Mosa. La villa Wyckerveld fut construite par un autre fils de Petrus Regout, Eugène à la même période.
Les premiers plans du quartier résidentiel de Wyckerpoort, alors appelé 'Wyckerveld, date de 1919, lorsque l'architecte de la ville, Jos Cuypers, élabora un plan global d'expansion. Le 1er janvier 1920 Wyckerpoort, qui jusqu'alors appartenait à la municipalité de Meerssen, fut rattaché à la ville de Maastricht. Ceci marqua le lancement des premiers projets de construction de grande envergure.
Le Wittevrouwenweg, jusqu'alors calme, devint l'A2, qui devrait disparaître en 2015.
En 2005, le quartier fut placé avec trois autres quartiers de l’arrondissement nord-est de Maastricht sur la liste des quartiers de Vogelaar, du nom de l'ancienne ministre du logement, des communautés et de l'intégration Ella Vogelaar. Cela permit des travaux d'embellissement du quartier

## Patrimoine
La villa Wyckerveld est l'un des premiers bâtiments de Wyckerpoort. Sa construction, datant de 1879, fut mené par l’architecte liégeois J.-E. Rémont. La villa a été transformée en appartements en 1994. Une partie de son parc avait été réduit par la construction du collège Saint-Martin en 1965.
L'église du Dôme (officiellement l'église du Sacré-Cœur), des architectes Alphons Boosten et Jos Ritzen, date en grande partie des années 1920. L'église avec son dôme de cuivre est visible dans le panorama de la ville.
Sur la place royale se trouve la grande galerie avec le monument sur la libération du Limbourg de Charles Eyck. En face, sur la place d'Orange se trouve la tour de Gérard Holt datant de 1960.

## Services
Le quartier dispose de peu de boutiques et de restaurants. Quelques magasins sont présents sur Scharnerweg. Les quelques magasins restants sur l'ancienne Hickoryplein ont été déplacés vers la place Volta. La politique étant de les concentrer sur la place Volta dans le quartier Wittevrouwenveld.
Dans le quartier, il y a plusieurs écoles primaires et une école secondaire (le collège Saint-Martin).
Le quartier est facilement accessible par les transports publics du fait de sa proximité avec la gare de Maastricht.

## Galerie

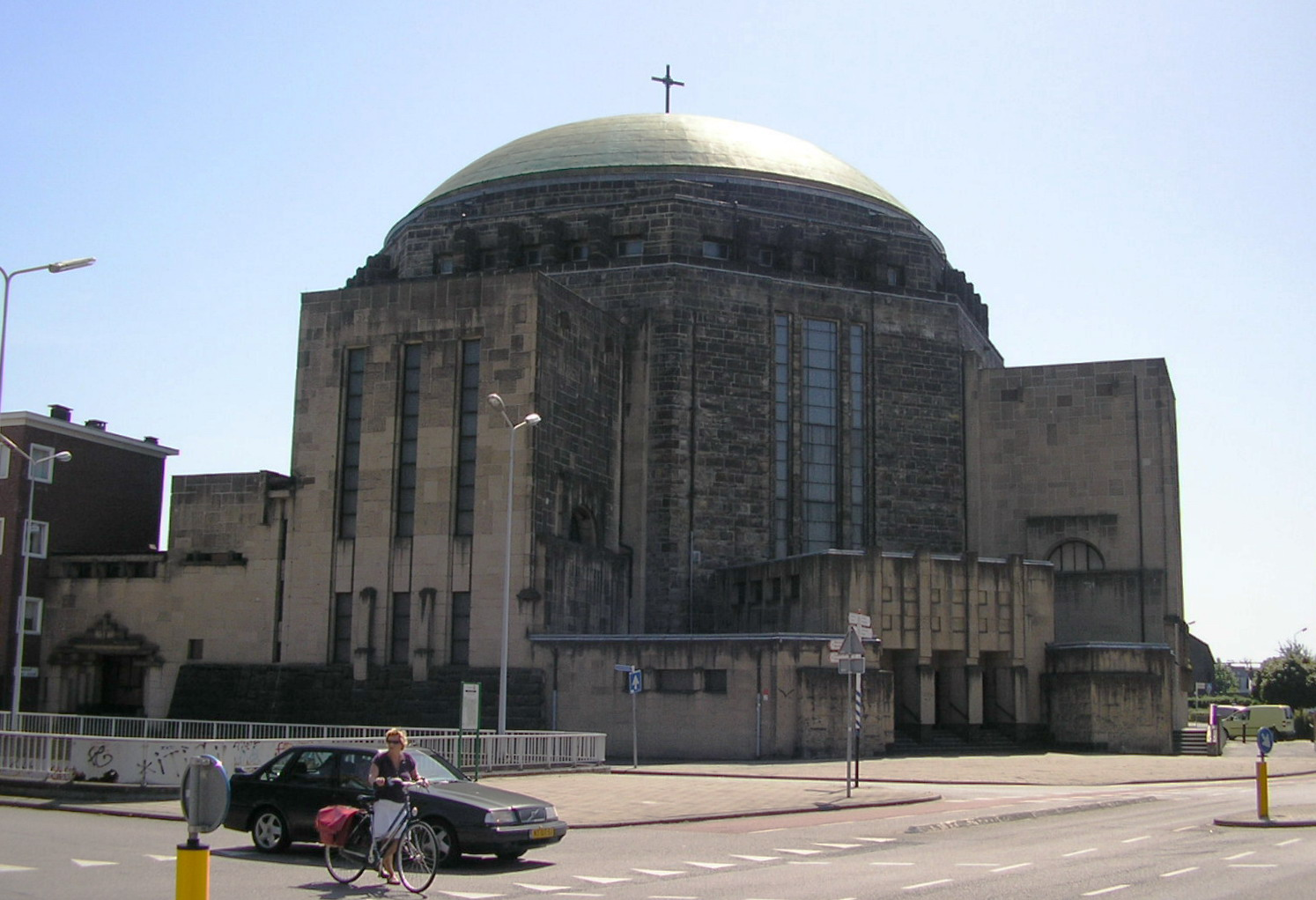
L'église du Dôme.
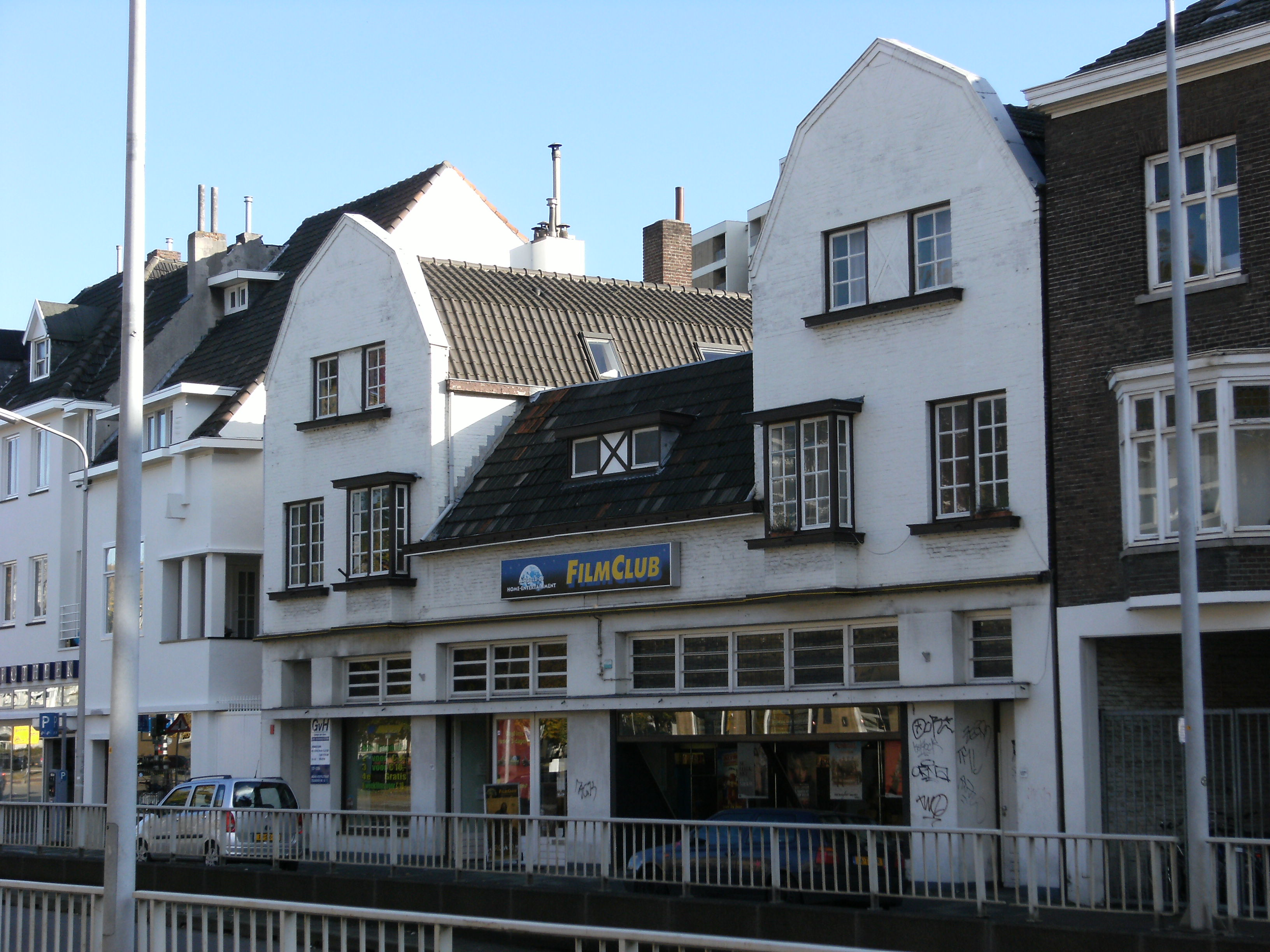
Tunnel de Scharnerweg.
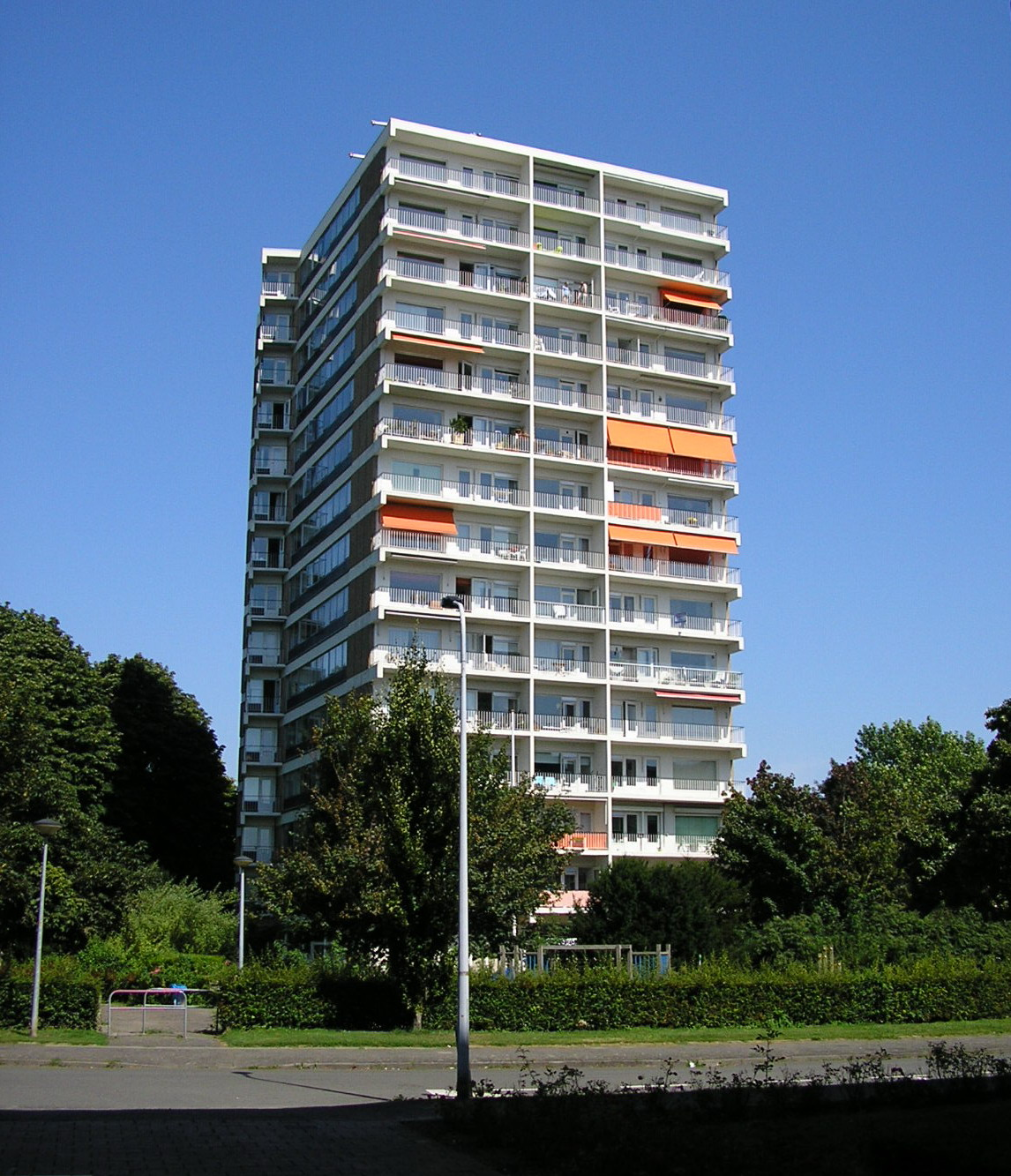
Bâtiment sur la place d'Orange.
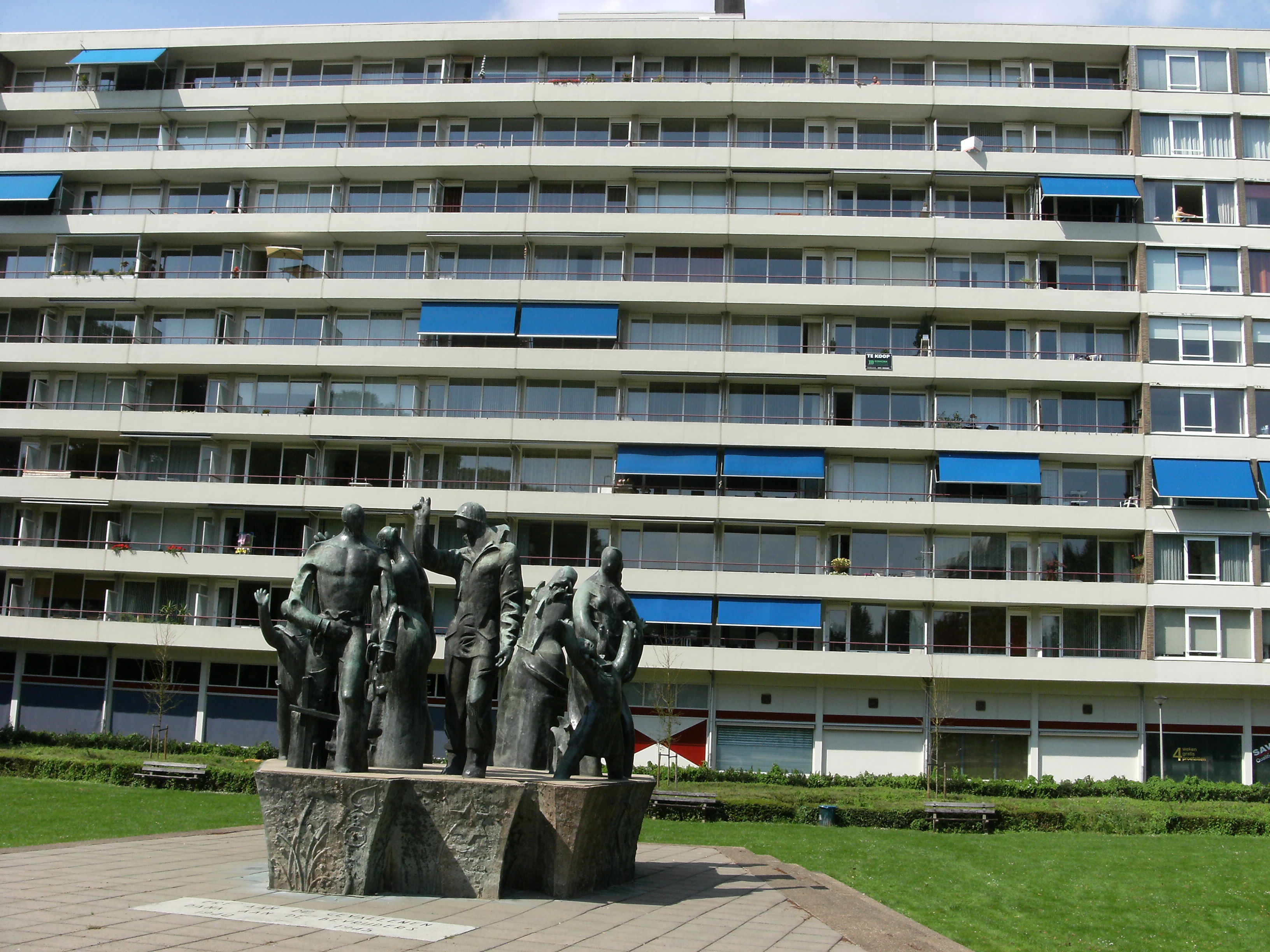
Monument à la libération.
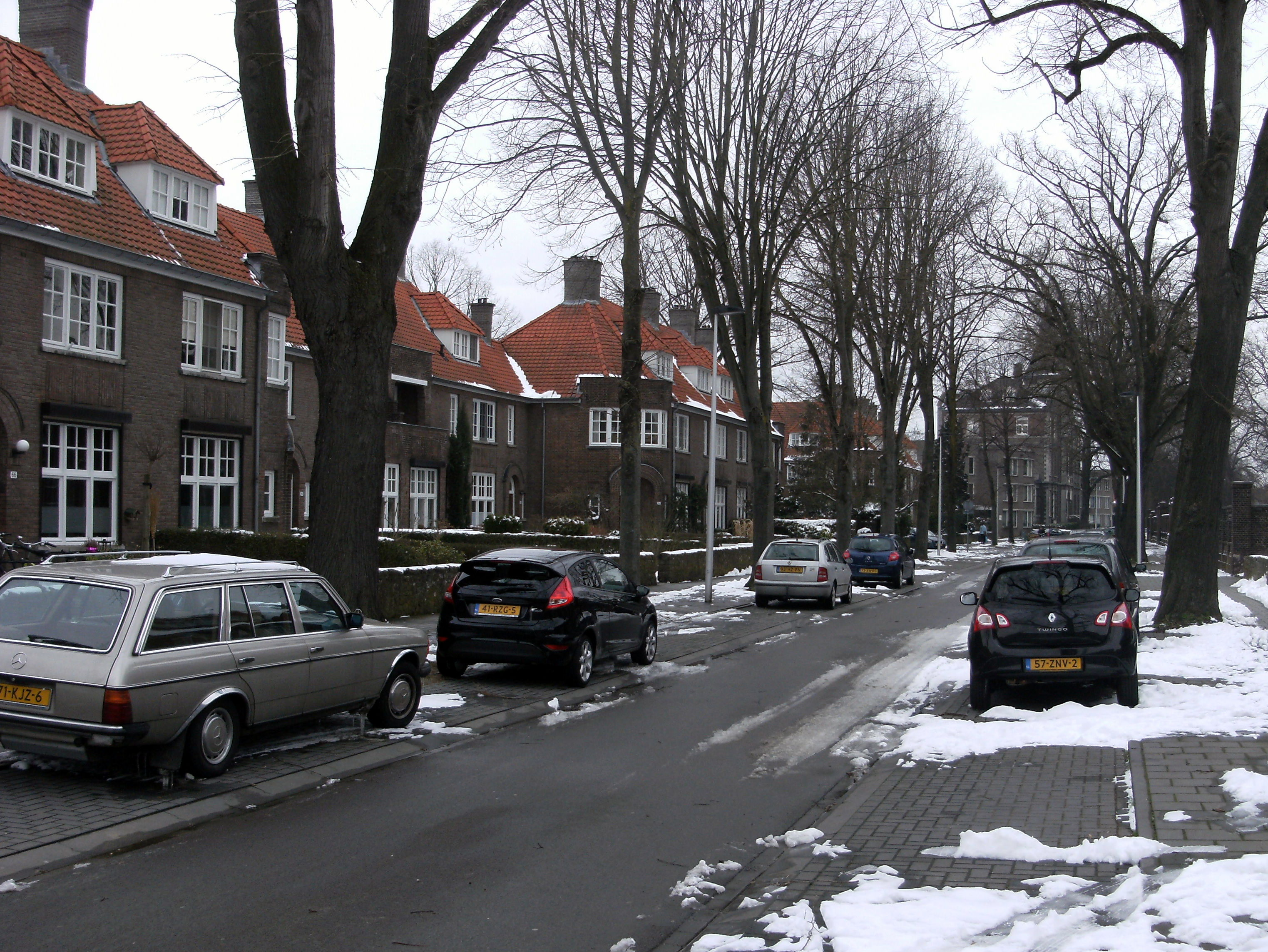
Prof Pieter Willemsstraat.
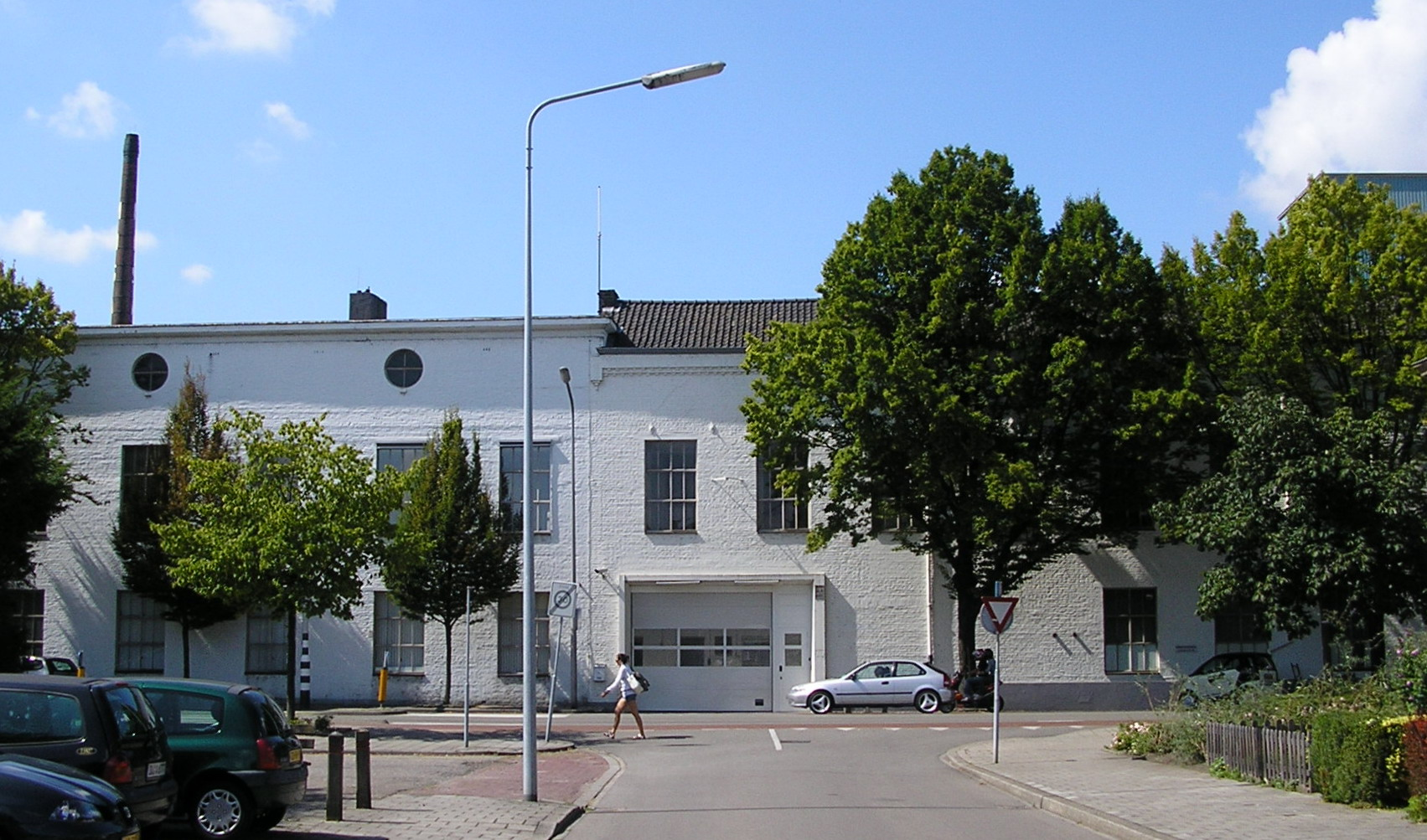
Fabrique Mosa.
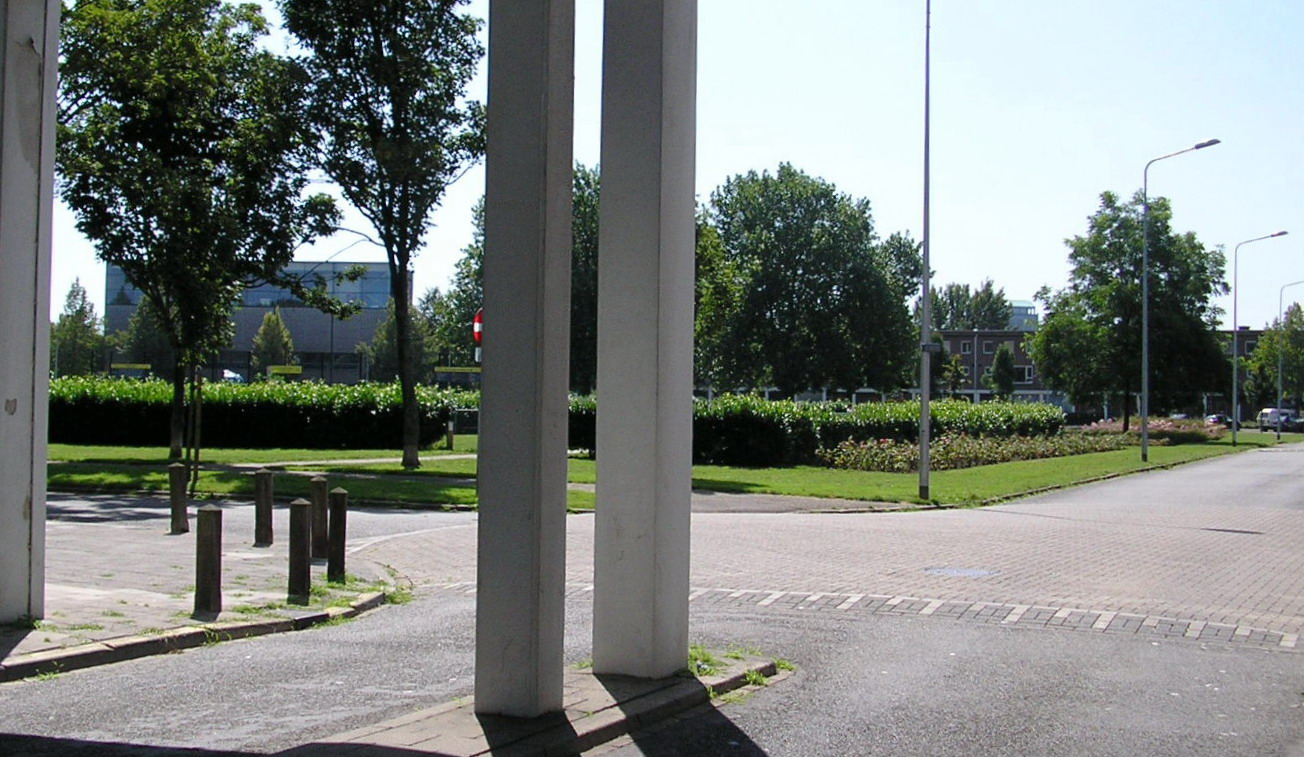
Old Hickoryplein.
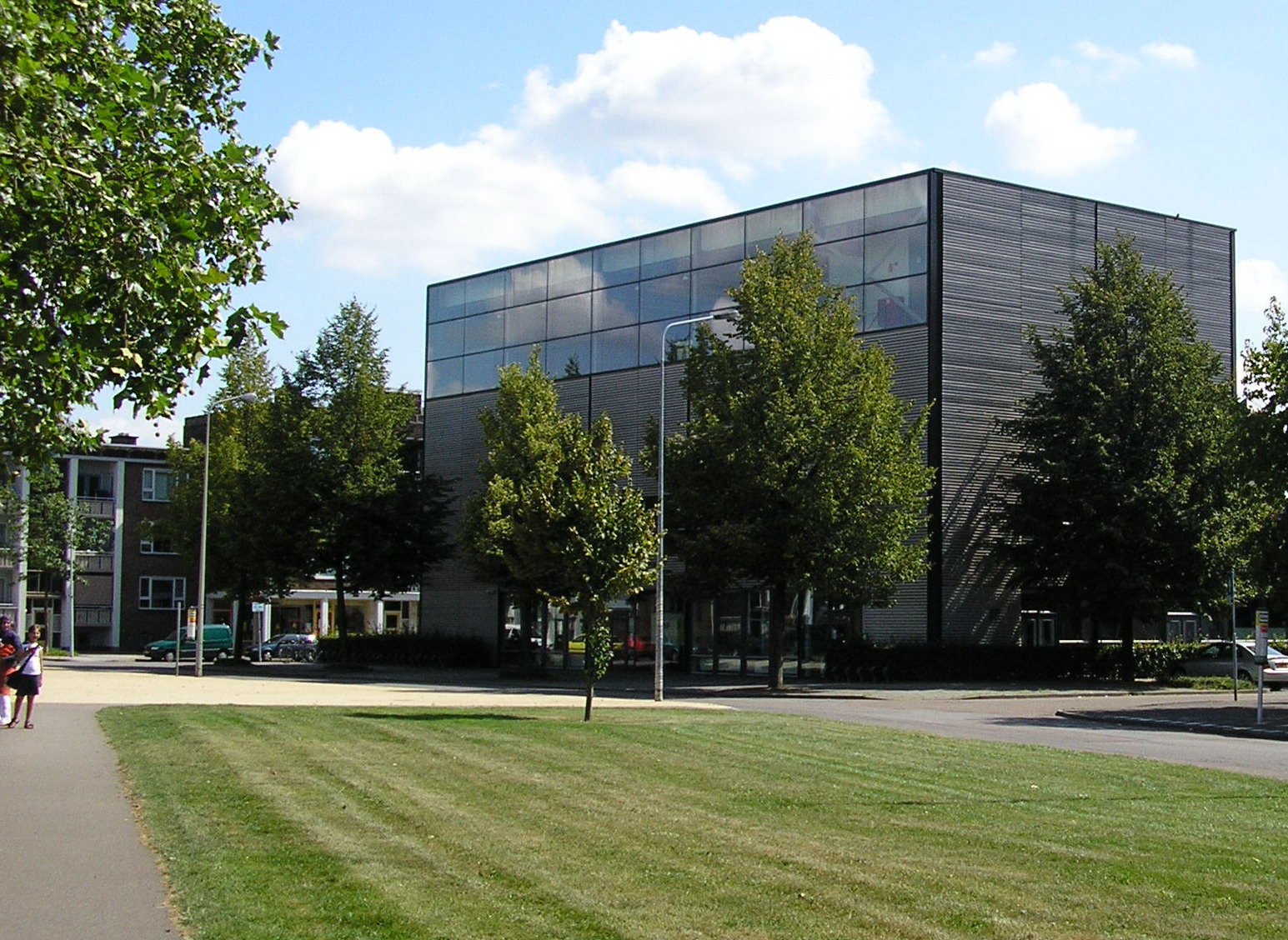
De Letterdoes.
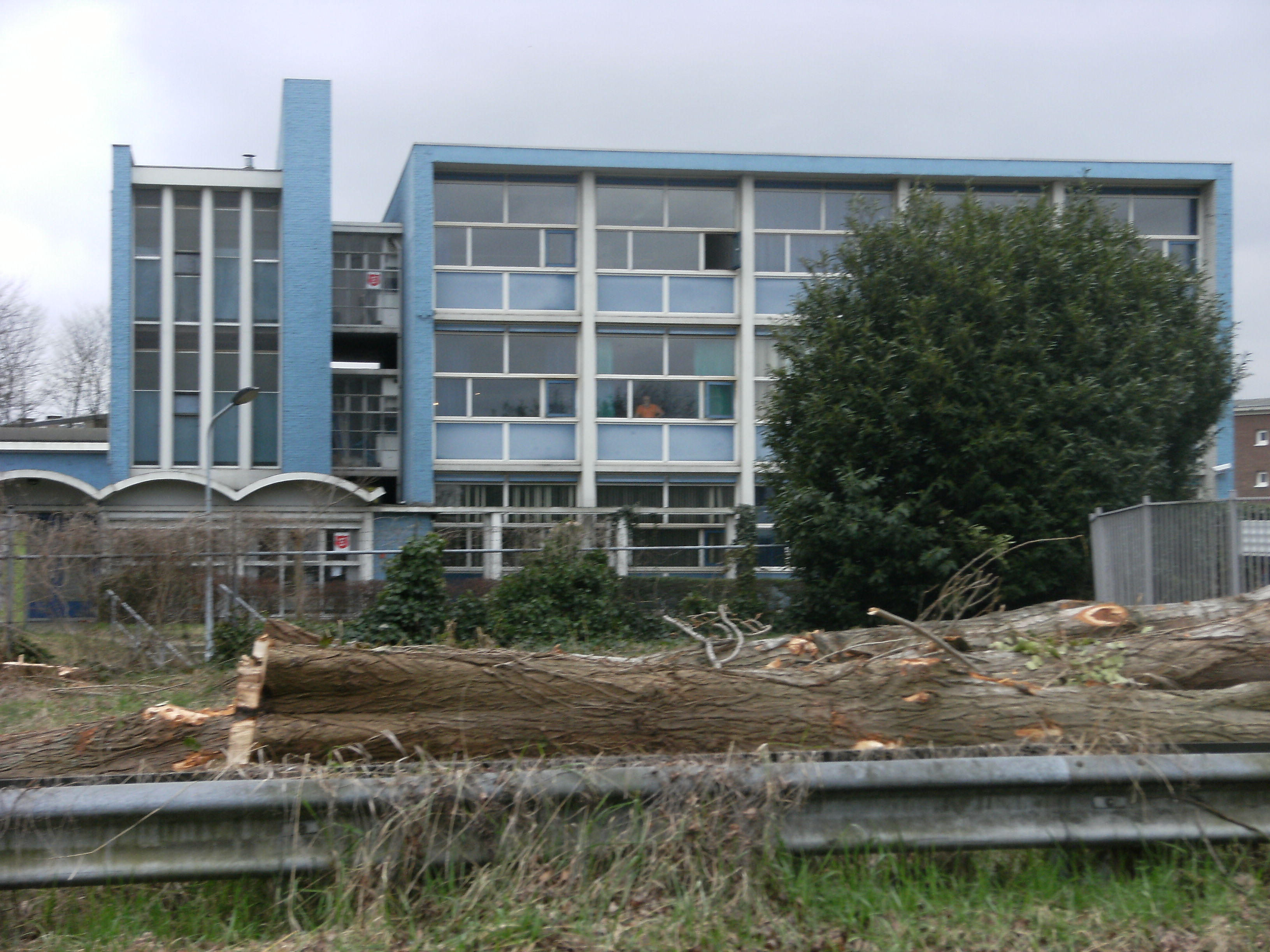
Ancienne école.

## Sources
- (nl) Cet article est partiellement ou en totalité issu de l’article de Wikipédia en néerlandais intitulé « Wyckerpoort » (voir la liste des auteurs).

## Compléments